# Chadulapura, Chik Ballapur
Chadulapura là một làng thuộc tehsil Chik Ballapur, huyện Kolar, bang Karnataka, Ấn Độ.